# سیارک ۵۶۰۹
سیارک ۵۶۰۹ (به انگلیسی: 5609 Stroncone، نامگذاری:1993FU) پنج هزار و ششصد و نهمین سیارک کشف شده‌است که در ۲۲ مارس ۱۹۹۳ کشف شد.
قدر مطلق سیارک برابر ۱۲٫۶۰ است.